# Roger Millward
Pas d'image ? Cliquez ici

a Compétitions nationales et continentales officielles uniquement.

b Matchs officiels uniquement.
Roger Millward, né le 16 septembre 1947 à Castleford (Angleterre) et mort le 2 mai 2016, est un joueur anglais de rugby à XIII évoluant au poste d'ailier, de demi de mêlée ou de demi d'ouverture dans les années 1960, 1970 et 1980. Après des débuts à Castleford, il rejoint en 1966 Hull KR. Avec ce dernier, il remporte le Championnat d'Angleterre en 1979 et la Challenge Cup en 1980. Il tente une aventure une aventure en Australie à Cronulla-Sutherland en 1976. Parallèlement, Il a été sélectionné à vingt-neuf reprises en sélection de Grande-Bretagne et à dix-neuf reprises en sélection d'Angleterre. Avec la première, il est finaliste de la Coupe du monde en 1977 et avec la deuxième il est finaliste de la Coupe du monde en 1975 et vainqueur de trois Coupe d'Europe des nations en 1970, 1975 et 1978 .
Après sa retraite sportive, il devient l'entraîneur durant onze années d'Hull KR où sous sa coupe le club remporte le Championnat d'Angleterre en 1984 et 1985. Il a été introduit au Temple de la renommée du rugby à XIII britannique en 2000.

## Palmarès

### En tant que joueur
- Collectif :
  - Vainqueur de la Coupe d'Europe des nations : 1970, 1975 et 1978 (Angleterre).
  - Vainqueur du Championnat d'Angleterre : 1979 (Hull KR).
  - Vainqueur de la Challenge Cup : 1980 (Hull KR).
  - Finaliste de la Coupe du monde : 1975 (Angleterre) et 1977 (Grande-Bretagne).
  - Finaliste du Championnat d'Angleterre : 1968 (Hull KR).

- Individuel :
  - Meilleur marqueur de points de la Coupe d'Europe des nations : 1970 (Angleterre).

### En tant qu'entraîneur
- Collectif :
  - Vainqueur du Championnat d'Angleterre : 1984 et 1985 (Hull KR).
  - Finaliste du Championnat d'Angleterre : 1983 (Hull KR).
  - Finaliste de la Challenge Cup : 1981 et 1986 (Hull KR).